# Rohrwald

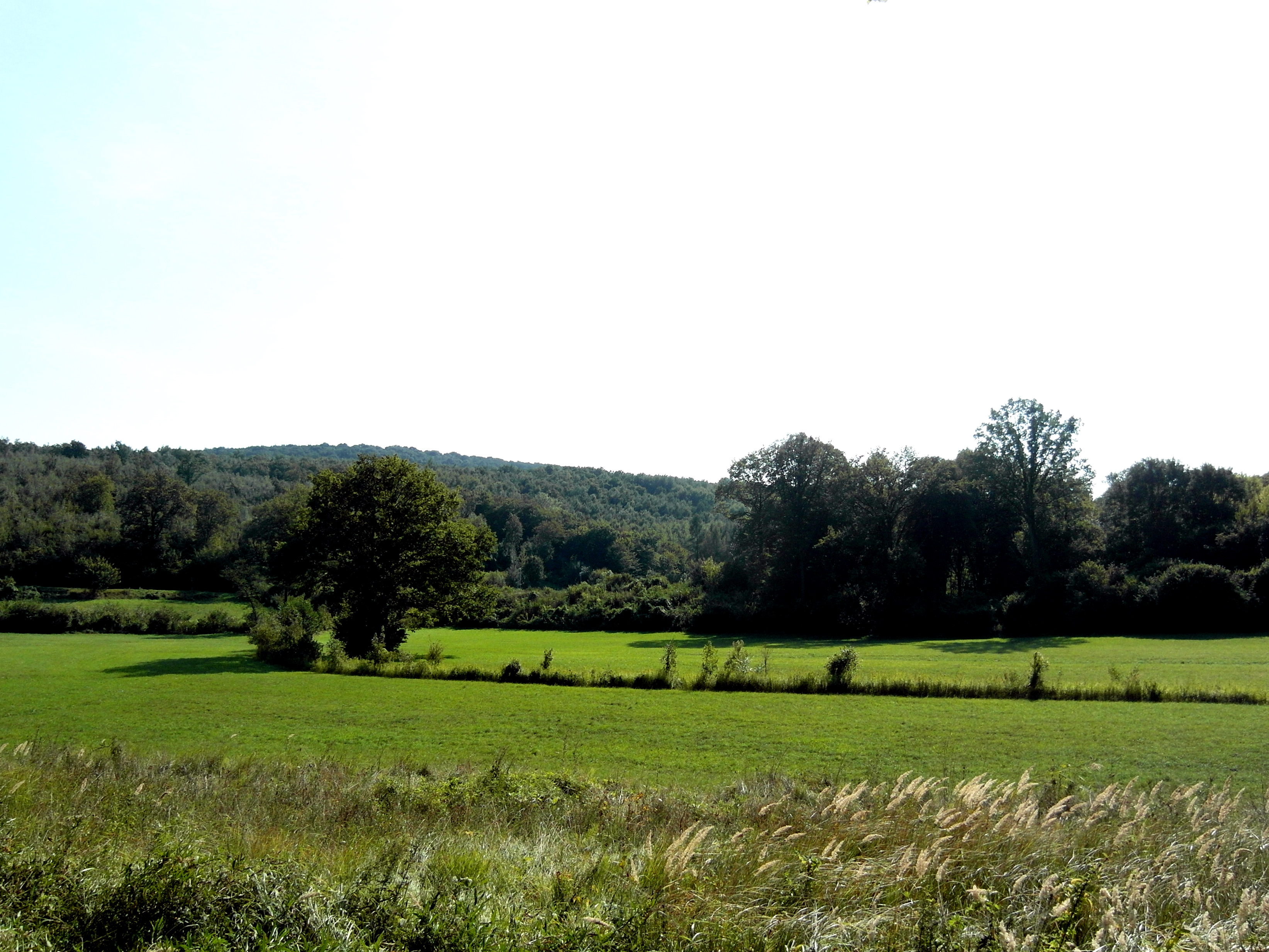
Der Wiesenbach im Rohrwald

Der Rohrwald stellt mit einem Gesamtausmaß von etwa 24 km² nach den Tullnerfelder Donau-Auen und dem Ernstbrunner Wald den drittgrößten geschlossenen Waldkomplex des Bezirkes Korneuburg dar.
Der Rohrwald erstreckt sich über die Gemeinden Harmannsdorf, Leobendorf, Leitzersdorf und Niederhollabrunn, wobei der größte Teil in der Katastralgemeinde Rückersdorf liegt.
Der Rohrwald liegt auf einem Ausläufer der Flyschzone am Rande des Korneuburger Beckens und ist daher für das Weinviertel eher untypisch von mehreren Bachläufen durchzogen. Im waldarmen, agrarisch intensiv genutzten Weinviertel hat der Rohrwald eine sehr hohe ökologische Wertigkeit und wichtige Funktion als Naherholungsgebiet.

## Geologie
Geologisch zählen die westlichen, selbst nicht mehr bewaldeten und damit gute Rundumsicht gewährenden Gipfel des Rohrwaldes – der Waschberg und der Michelberg – zur Waschbergzone bzw. Weinviertler Klippenzone (Niederösterreichische Inselbergschwelle), die über die Leiser Berge, Falkenstein und den Mährischen Karst nördlich Nikolsburgs (Mikulov) die Alpen mit den Karpaten verbinden. Die Weinviertler Klippenzone und somit auch Teile des Rohrwalds gehören zu den Natura 2000 und FFH-Schutzgebieten Weinviertler Klippenzone.
Die Grundgesteine des Gebietes sind schiefrige Tone, Tonmergel und Greifensteiner Sandstein, die alle mehr oder weniger von Löss überlagert sind. Alte und neue Steinbrüche zeigen Kalkgestein, in dem sich Überreste von Urtieren finden.

## Berge

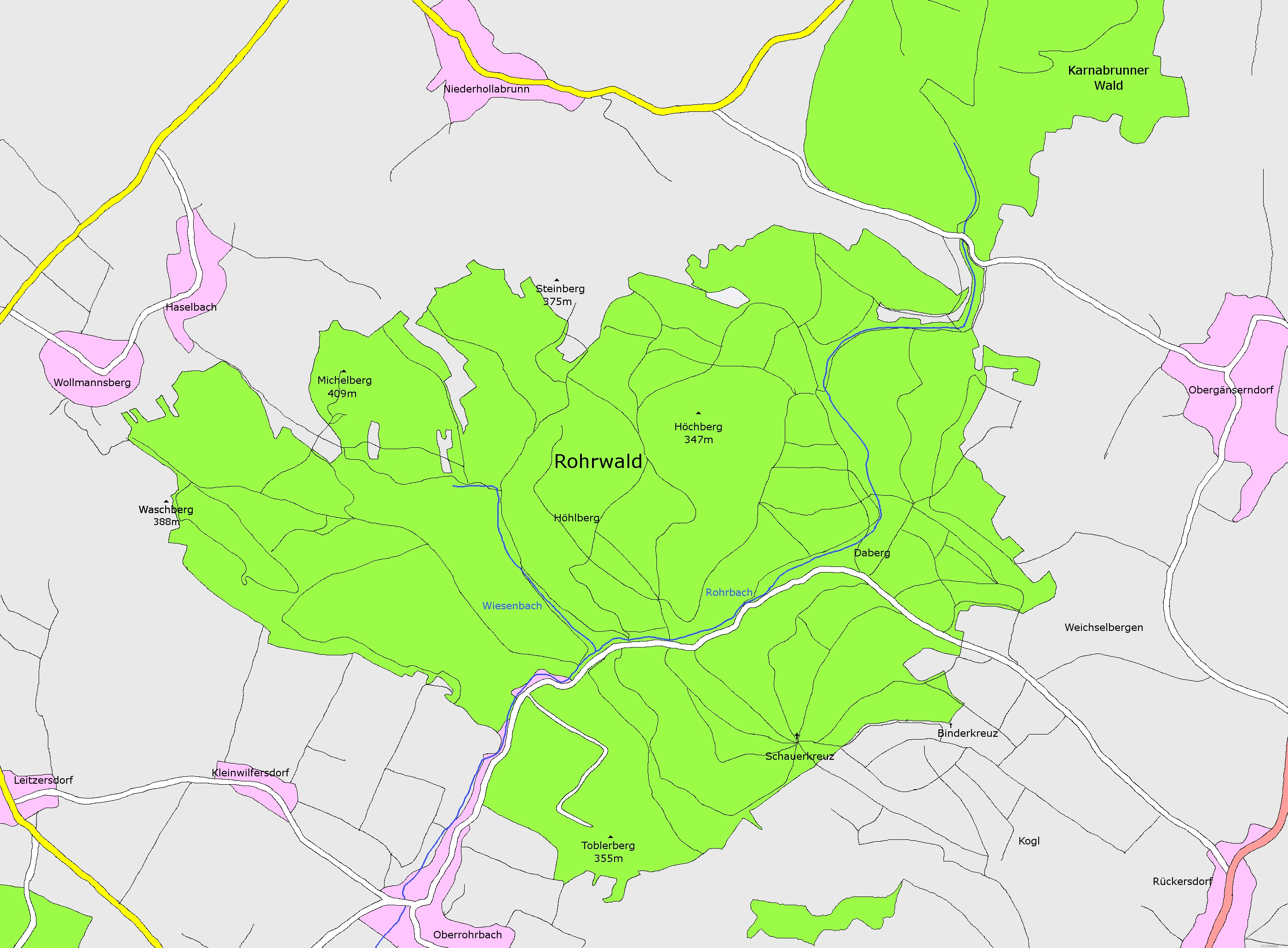
Der Rohrwald mit seinen Bergen

Der Rohrwaldzug verläuft parallel zum Bisambergzug. Das Rohrbachtal teilt ihn in zwei Züge, den Kreuzenstein-Zug und den Waschberg-Michelberg-Zug. Der Rohrwaldzug bildet den westlichen Abschluss des Korneuburger Beckens.
Der Kreuzenstein-Zug wird aus dem Schliefberg (250 m), dem Kreuzenstein (266 m) gekrönt von der Burg Kreuzenstein, dem Toblerberg (355 m), dem Daberg (279 m), dem Karnabrunner Kirchberg (359 m) und dem Galgenberg (358 m) gebildet.
Der Waschberg-Michelberg-Zug verläuft parallel zum Kreuzensteinzug und wird aus dem Waschberg (388 m), dem Michelberg (409 m), dem Höhlberg (323 m), dem Höchberg (347 m) und dem Steinberg (375 m) gebildet.

## Vegetation und Nutzung

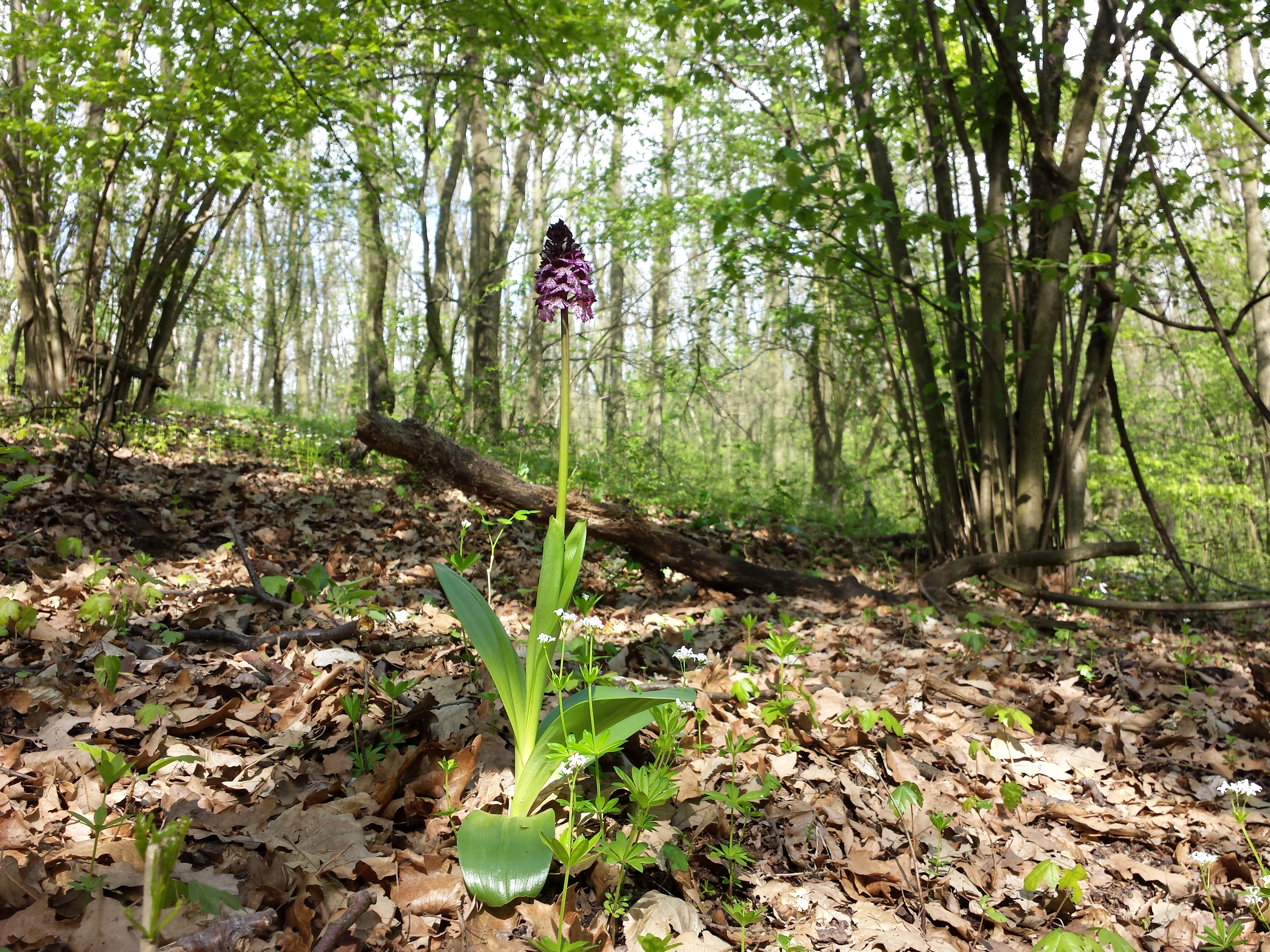
Trocken-warmer Zerr-Eichenwald mit Purpur-Knabenkraut (Orchis purpurea)

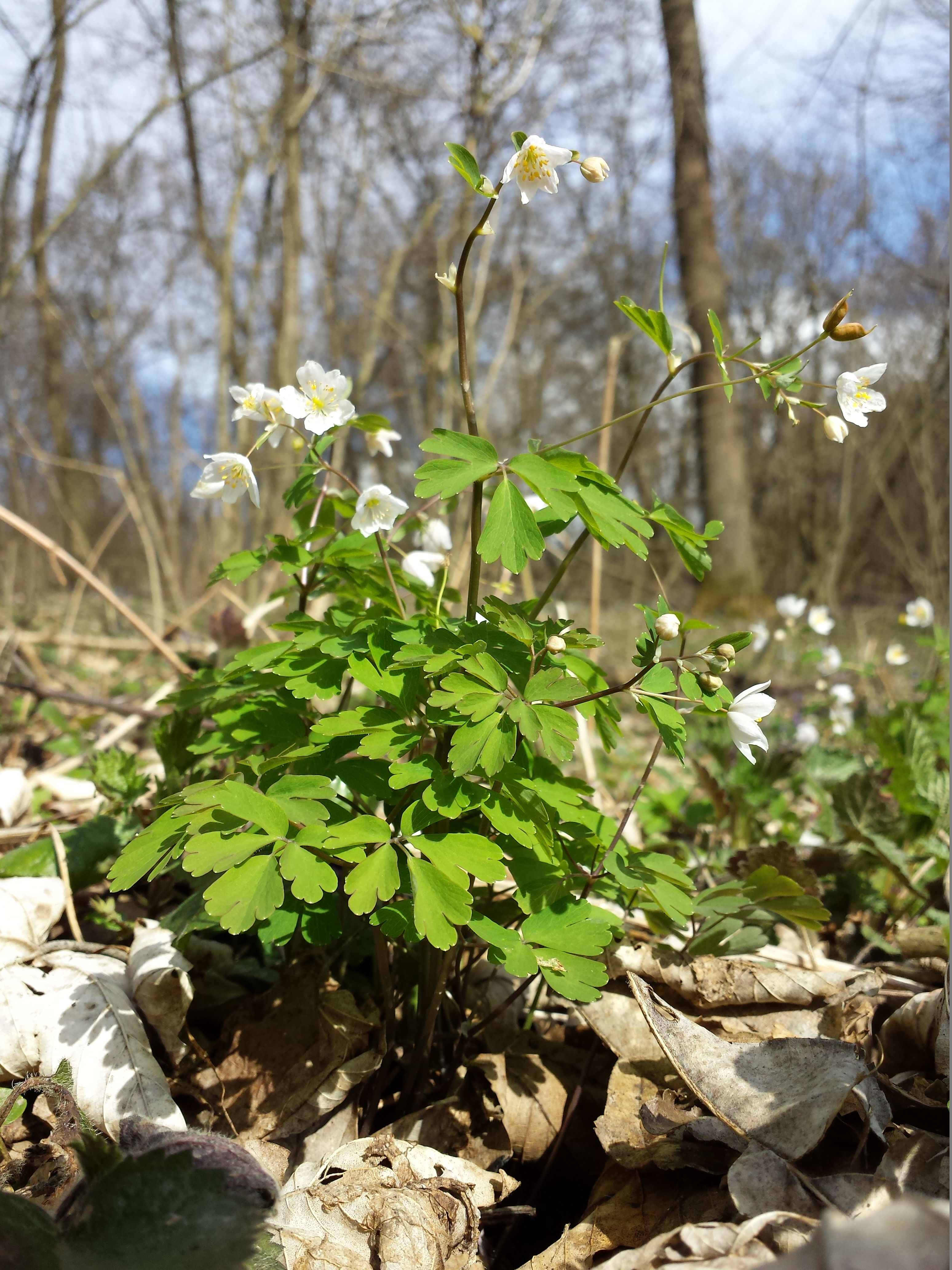
Wiesenrauten-Muschelblümchen (Isopyrum thalictroides) in einem feuchteren Talgrund

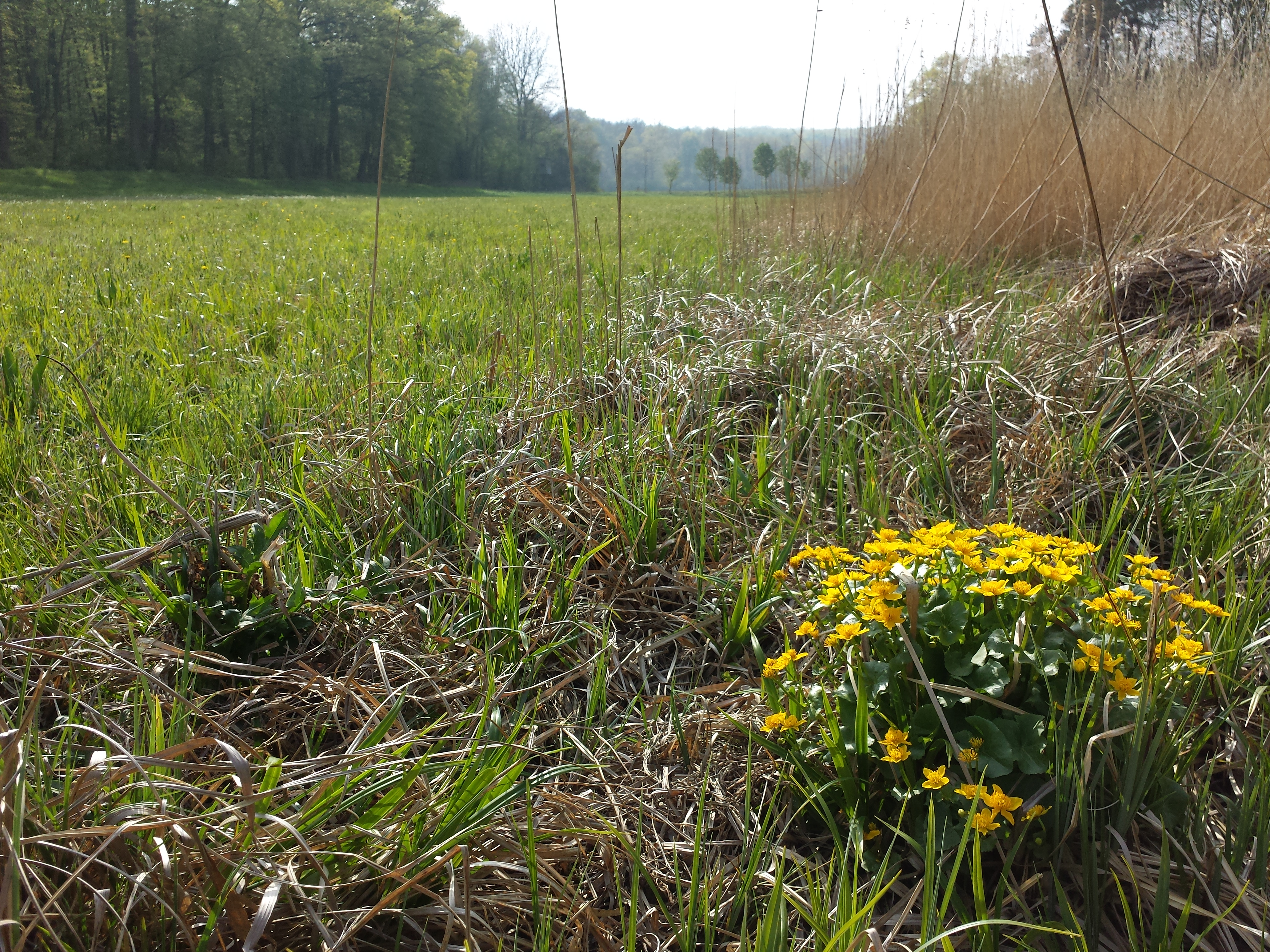
Feuchtwiese am Rohrbach mit Sumpfdotterblumen (Caltha palustris)

Der Rohrwald ist aufgrund seiner Nähe zu Wien ein wichtiges Naherholungsgebiet und beliebtes Ausflugsziel. An der durch den Rohrwald verlaufenden Landesstraße 32 beim so genannten „Goldenen Bründl“ befindet sich ein seit 1935 bestehendes, gleichnamiges Gasthaus. Durch seine Lage im industriell geprägten und stetig wachsenden Speckgürtel um Wien gewinnt die Funktion des geschichtsträchtigen Rohrwald als Naherholungsgebiet und Rückzugsort immer mehr an Bedeutung. Der Rohrwald hat auch eine besonders hohe, ökologische Wertigkeit im sonst waldarmen, agrarisch intensiv geprägten Weinviertel und ist Heimat einer vielfältigen Pflanz- und Tierwelt. Im Gegensatz zu der relativ strukturarmen und oft technogen geprägten Landschaft im Weinviertel, befinden sich im Umfeld des Rohrwald noch zahlreiche schützenswerte kleine Wälder, Baumreihen, Buschhecken und Brachflächen („Gstätten“) die früher im gesamten Weinviertel weit verbreitet waren, aber vor allem im flachen Ackerland durch die Kommasierung in den 1970er Jahren verloren gegangen sind.
Dem trockenen, sommerwarmen, pannonischen Klima entsprechend, ist der Eichen-Hainbuchenwald die natürliche Vegetationsdecke. Der Rohrwald wird daher als Labkraut-Eichen-Hainbuchenwald definiert. Begleitend bilden Vogelkirschen, Elsbeeren, Hainbuchen und lokal auch Rotbuchen die Oberschicht der Mittelwaldbestände. In der Unterschicht sind Stockausschläge von Hainbuche, Eiche, Winterlinde, Feldahorn und Hasel am häufigsten, in manchen Beständen sind auch Zitterpappel, Birke und Salweide in größerem Umfang beteiligt.
Die im Besitz von fünf Agrargemeinschaften stehenden Flächen werden seit mehreren 1000 Jahren als Mittelwald (Ausschlagwald) bewirtschaftet, um die Bevölkerung mit Brennholz zu versorgen. Alle 30 Jahre erfolgt eine Niederwaldnutzung durch Lizitationsvergabe. Durch die klassische Mittelwaldbewirtschaftung sind durch Lassreitelfreistellung Eichenüberhälter mit einem Alter von bis zu 150 Jahren entstanden. Im Niederösterreichischen Waldentwicklungsplan ist der Rohrwald daher auch als forstlicher Sonderstandort definiert. Bei den in Großgrundbesitz befindlichen Flächen wird durch Erhöhung der Umtriebszeit eine Umwandlung in einen hochwaldartigen Bestand angestrebt.
Neben dem Rohrbach fließen der Wiesenbach und mehrere kleinere Zubringer durch den Wald. Die kleinen Bachläufe werden großteils von Mähwiesen eingenommen, zum Teil sind von Bruchweiden dominierte Bachauenwälder ausgebildet. Die größten Wiesen sind die entlang des Wiesenbach verlaufende „Lange Wiese“, die in das Hanfthal führende „Neuwiese“ und entlang des Rohrbaches die „Steinmandelwiese“ sowie die „Türkenwiese“. Zwei kleinere, an der Landesstraße liegende Wiesen haben die Bezeichnung „Bogner Wiese“ und „Richterwiese“. Auf den am Westrand des Rohrwald liegenden Michelberg und Waschberg befinden sich zwei bedeutende Trockenraseninseln (Trespen-Schwingel-Kalktrockenrasen).
Die für das Weinviertel eher untypischen Bachläufe erhöhen die Habitateignung für den Schwarzstorch. Ein im Jahr 2010 entdeckter Großhorst lässt sich mit hoher Wahrscheinlichkeit dem Schwarzstorch zuordnen. Ein durch den Rohrbach gespeister Teich trägt zur Artenvielfalt der Fauna und Flora des Rohrwald bei. Über Brutzeitbeobachtungen wurden insgesamt 46 Vogelarten als sichere oder mögliche Brutvögel erfasst, wobei in der Bachau die größte Artenvielfalt festgestellt wurde. Fünf der insgesamt sechsundvierzig beobachten Arten sind besonders gefährdet und stehen auch auf der Rote Liste gefährdeten Arten. Es sind dies Sakerfalke, Wespenbussard, Ziegenmelker, Wendehals und der Mittelspecht. Der ebenfalls beobachtete Kuckuck zählt laut BirdLife auch zu den regelmäßig gefährdeten Brutvögeln. Im Jahr 2010 wurde ein, leider abgestützter, Großhorst entdeckt, der mit hoher Wahrscheinlichkeit dem Schwarzstorch zuzuordnen ist. Kaiser- und Seeadler gelten als Erbauer eher unwahrscheinlich, sind aber nicht auszuschließen. Entlang der den Rohrwald querenden Hochspannungsleitungen befindet sich ein Brutvorkommen des stark gefährdeten Sakerfalken.
Teile des Rohrwald sind Bestandteil des Europaschutzgebietes Weinviertler Klippenzone, welches 2011 als Fauna-Flora-Habitat Gebiet beschlossen wurde. Im Rohrwald wurden folgende FFH-Arten festgestellt: Goldener Scheckenfalter, Großer Feuerfalter, Hecken-Wollafter, Hirschkäfer, Eschen-Scheckenfalter, Dunkler Wiesenknopf-Ameisenbläuling, Heller Wiesenknopf-Ameisenbläuling sowie das Ziesel.
Der Rohrwald ist wichtiger Bestandteil des Wildtierkorridor für Großwildarten zwischen der Stockerauer Au und dem Ernstbrunner Wald im Norden und dem östlich gelegenen Kreuttal. Es hat sich eine kleine Damwildpopulation etabliert, die auch jagdlich bewirtschaftet wird.
Seit dem Ende des Zweiten Weltkriegs sind im Rohrwald Wildschweine beheimatet. Damals wurden die Mauern des Lainzer Tiergartens zerstört und die dort lebenden Wildschweine konnten entwischen. In der Gegend von Spillern haben sie vermutlich die Donau durchschwommen und im Rohrwald ihre neue Heimat gefunden.
Im Rohrwald gedeihen seltene Orchideenarten wie das Breitblatt-Waldvöglein (Cephalanthera damasonium), das Purpur- und Helm-Knabenkraut (Orchis purpurea und O. militaris), die Weiß- und Grünlich-Waldhyazinthe (Platanthera bifolia und P. montana) sowie der Frauenschuh (Cypripedium calceolus).

## Geschichte
Der an dem Schnittpunkt zwischen Bernsteinstraße und Donauweg liegende Michelberg mit seiner Kapelle am Berggipfel sowie dem etwas darunter liegenden Gasthaus hat eine lange Vergangenheit als Kultstätte und ist ein beliebtes Ausflugsziel in unmittelbarer Nähe zu Wien.

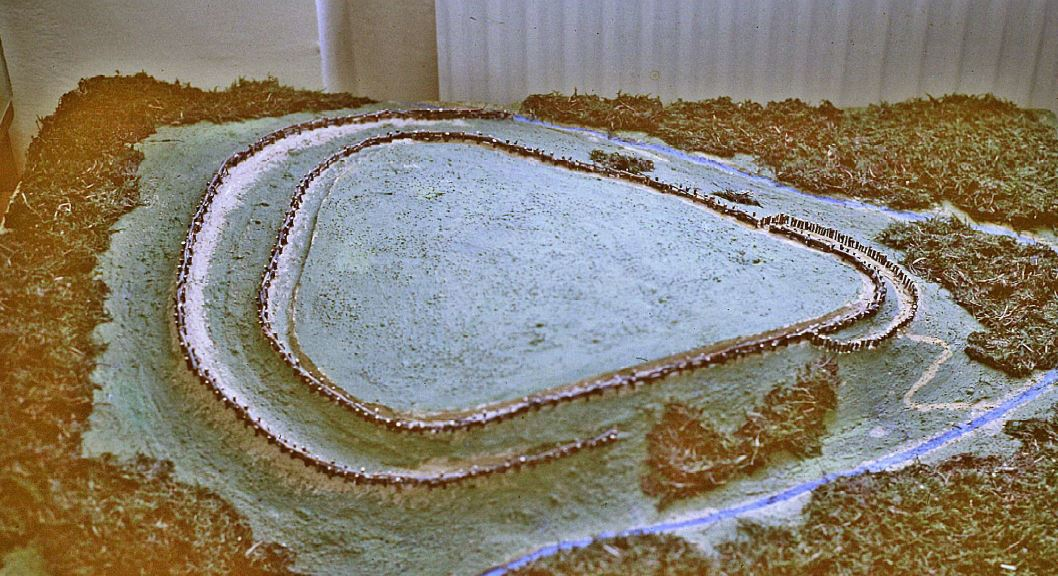
Model der Höhensiedlung „Die Kugel“

Im Rohrwald befinden sich zwei frühbronzezeitliche Höhensiedlungen. Die größte Anlage „Die Kugel“ ist aufgrund ihrer Lage am Fuße des Michelberges und ihrer ungewöhnlichen Größe besonders imposant. Das auf dem gesamten Höhenrücken einer Geländezunge gelegene, ovale Siedlungsplateau misst etwa 200 mal 150 Meter. Noch heute sind die terrassenförmig angelegten Wälle erkennbar. Eine weitere Anlage befindet sich unweit des Goldenen Bründls am Fuße des Höhlberg, zwischen der Neuwiese und der Langen Wiese auf einem exponierten, bewaldeten Hügel an der Pforte zum Hanfthal.
Im Rohrwald war im 12. Jahrhundert ein Dorf namens Wielandsdorf angesiedelt. Bereits 1312 wird das Dorf als verödet genannt. In der ersten Hälfte des 15. Jahrhunderts erscheinen jedoch Balthasar und Stephan Wilestorfer, welche auf eine temporäre Wiederbesiedelung schließen lassen. Im späten 15. Jahrhundert ist aufgrund der Magyaren-Einfälle jener Zeit die endgültige Verödung erfolgt. Einige Grundmauern dieser Siedlung waren lt. Zeitzeugen noch bis 1970 sichtbar. Die Überreste der Siedlung Wielensdorf befinden sich unter der Bezeichnung Wüstung Wilantisdorf unter Denkmalschutz.
In einer Verkaufsurkunde von 1385 wird die Quelle „Goldener Brunn“ erstmalig schriftlich erwähnt. Über die Quelle „Goldenes Bründl“ ringt sich eine Sage, demnach der deutsche König Rudolf I. von Habsburg am Weg zur Schlacht im Marchfeld gegen Ottokar II. Přemysl in der Quelle einen goldenen Becher fand, welchen er wiederum bei einer Nixe gegen einen goldenen Ring und Glück für sich und seinen Nachkommen tauschte. 1885 wurde östlich vom „Goldenen Bründl“ eine „Rohrwaldhütte“ eröffnet.
Das heute westlich des „Goldenen Bründls“ gelegene gleichnamige Gasthaus stammt aus dem Jahre 1935 und wurde von Karl Tischer geführt. Im Volksmund wurde und wird das Gasthaus daher auch „Zum Tischer“ genannt. 1975 wurde der Betrieb von seiner Tochter Eleonore Hosemann übernommen und der Neubau am 17. Dezember 1976 eröffnet. Das in der Nähe befindliche Jagdhaus stammt aus dem Jahre 1892. Die Quelle „Goldenes Bründl“ ist heute von einem gemauerten Häuschen mit Zeltdach überbaut. Das Wasser wird vom unweit entfernten gleichnamigen Gasthaus genützt. Seit 2000 wird das Gasthaus on Regine und Gerhard Knobl geführt.

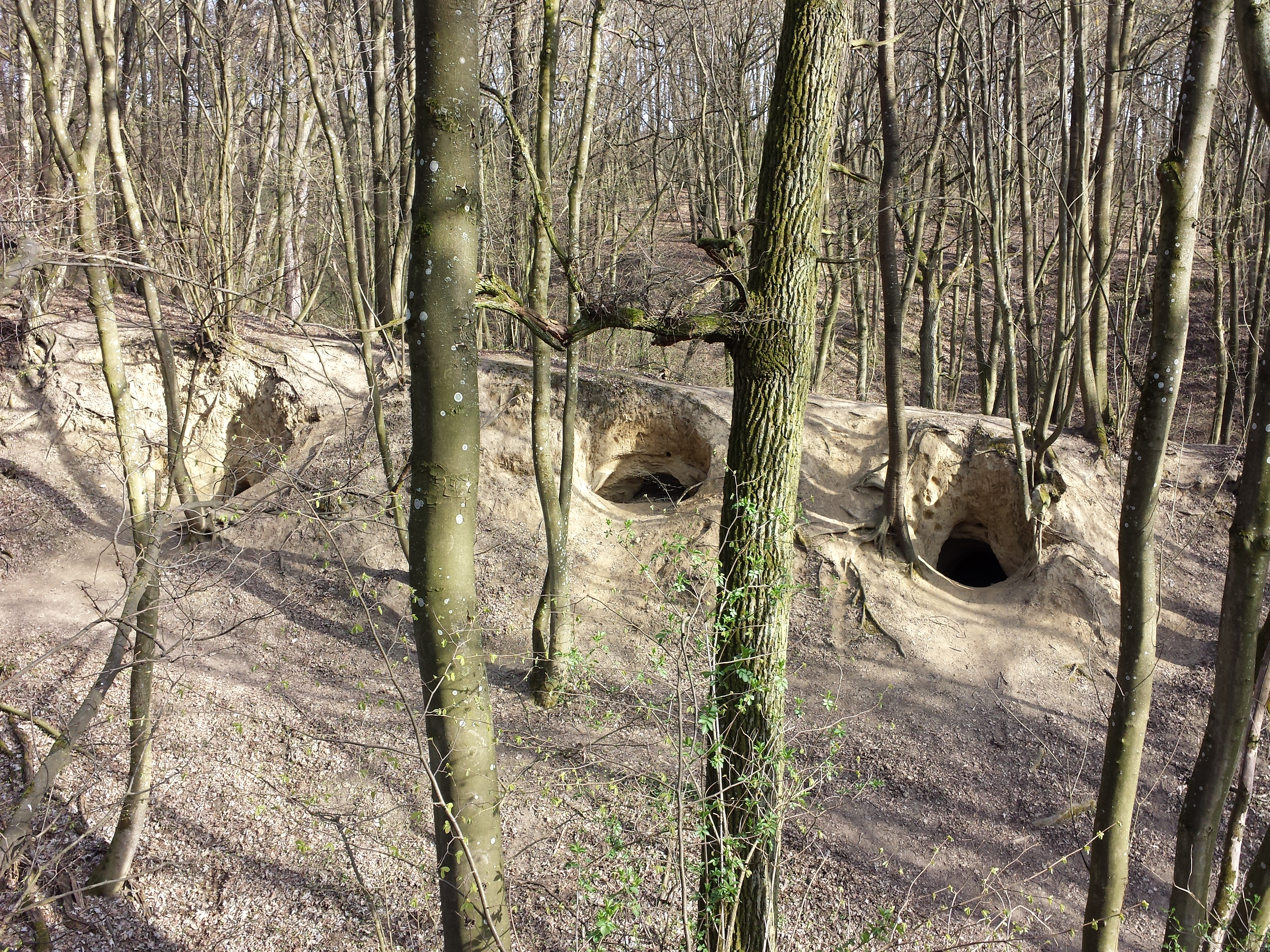
Die Schwedenhöhlen

Die sogenannten Schwedenhöhlen sind vermutlich im 16. und 17. Jahrhundert in den Löss geschlagene Erdställe. Sie dienten unter anderem während der Schwedenkriege als Unterschlupf und Versteck für die Bewohner der umliegenden Ortschaften. Noch während der Napoleonischen Kriege im Jahr 1809 waren die Schwedenhöhlen zusammen mit der „Alten Festung“, einer verfallenen Fluchtburg, Zufluchtsort für die Bevölkerung. Auch in den letzten Kriegswochen des Jahres 1945 versteckten sich noch zahlreiche Frauen und Kinder in den Erdställen vor den sowjetischen Truppen. In den letzten Wochen des Zweiten Weltkriegs, als sich die Front östlich vom Rohrwald verfestigte, versteckten sich drei Soldaten in einem im Lehm gegrabenen Unterschlupf am Fuße des Michelberg. Der Unterschlupf wird landläufig nach einem aus Haslbach stammenden Soldaten „Wittek-Bunker“ benannt.
Am Sonntag, den 13. September 1885 wurde vom Österreichischen Touristenclub die Rohrwald-Hütte beim Golden Bründl eröffnet.
Im Rohrwald gab es bis zum Anfang des 20. Jahrhunderts drei durch künstliche Aufstauung des Rohrbach errichtete Teiche die zur Fischzucht genutzt wurden. Der größte der drei Teiche nahm fast die gesamte Fläche der „Langen Wiese“ ein. 1907 brach der Damm des größten Teich und flutete Oberrohrbach. Aus Angst vor einem neuerlichen Unglück wurde der Teich nicht mehr errichtet.
An einer Wegkreuzung am Höchberg steht seit 1909 die „Probst-Friedrich-Hütte“. Die Jagdhütte dient der Jägerschaft des Stift Klosterneuburg als Unterstand.
Der Jakobsweg Weinviertel sowie zwei Wanderwege (Rohrwaldweg 633, Kreuzensteiner Rundwanderweg 636) durchqueren den Rohrwald.
Es führen zwei Radwege durch den Wald: Der Themenradweg „Sagenhaft – Rund um die Burg Kreuzenstein“ und die 2011 eröffnete Mountainbike-Strecke „Michelberg-Runde“. Die durch den Rohrwald verlaufende Landesstraße 32 ist aufgrund der verkehrsarmen, schattigen Höhenmeter und der Nähe zum Donauradweg eine beliebte Strecke für Rennradfahrer.
Am nördlichen Rand des Rohrwald im Hang eines Weingarten im Flur „Hollingstein“ liegt am Jakobsweg ein überdachter Rastplatz der sogenannte „Traubengarten Winkler“ wo Wein, Traubensaft und Mineralwasser zur Selbstbedienung zur Verfügung steht. Der Rastplatz bietet einen außergewöhnlich Panoramablick auf den Rohrwald.
Im Frühling 2020 wurde vom Stift Klosterneuburg im „Hanftal“ der Waldfriedhof Klosterwald eröffnet. Dieser Teil des Waldes befindet sich seit 1240 im Besitz des Stift Klosterneuburg.
Im April 2023 wurde der Gemeinde Harmannsdorf der „Naturerlebnisweg Goldenes Bründl“ fertig gestellt und am 21. Mai 2013 im Zuge eines Gottesdienstes vor Ort eröffnet und gesegnet. Die zwölf Stationen des insgesamt 3,8 Kilometer langen Naturerlebnisweg handeln von den verschiedensten Facetten der Tier- und Pflanzenwelt sowie der Nutzung und der Geschichte des Rohrwalds.

## Kleindenkmäler
Eine Vielzahl an Kreuzen, Martel und Kleindenkmälern zeugen von einer sehr bewegten Vergangenheit. Jedes dieser Kleindenkmäler hat ihre eigene meist schicksalshafte Geschichte zu erzählen.
Die sogenannte „Schöne Säule“ ist eine über fünf Meter hohe Pest- bzw. Dreifaltigkeitssäule. Sie besteht aus einem Gnadenstuhl auf ein einer toskanischen Säule die auf einen barocken Sockel mit seitlichen Voluten und Wappen aufgesetzt ist. Die Säule wurde 1730 aus Dankbarkeit für einen an dieser Stelle unverletzt überstandenen Reitunfall im Jahre 1729 errichtet. Siehe auch Liste der denkmalgeschützten Objekte in Harmannsdorf

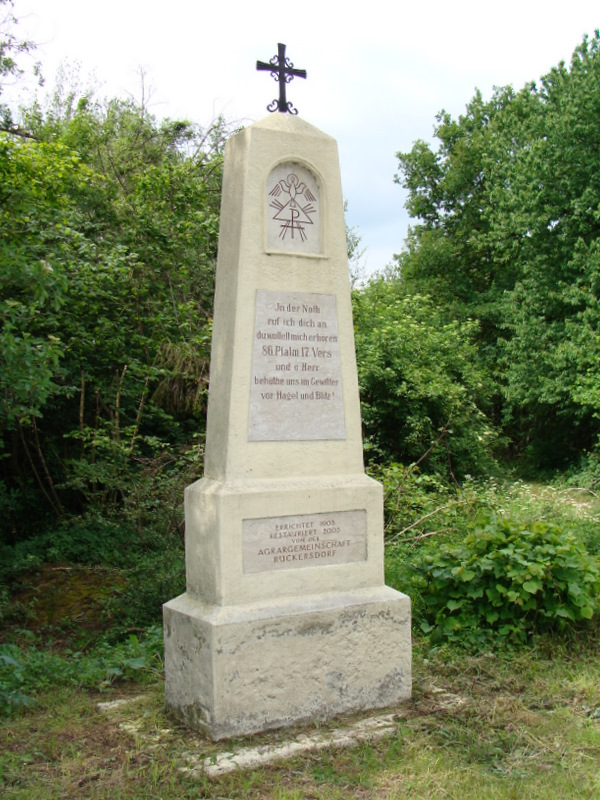
Schauerkreuz im Rohrwald

An einer markanten Kreuzung von acht Wegen befindet sich das sogenannte „Schauerkreuz“. Am 16. Mai 1878 fand an dieser Stelle die Einweihung eines Holzkreuzes statt. Jahr für Jahr findet eine Bittprozession zur Abwehr von Schlechtwetter und Hagel von der Kirche Harmannsdorf zum Schauerkreuz statt. Im Jahre 1903 wurde ein steinernes Denkmal errichtet.
An der Stelle, wo der Forstverwalter Willibald Hausotter am 9. März 1937 bei einem Jagdunfall tödlich verunglückte, steht das genannte „Hausotter-Kreuz“. Das Denkmal wurde von dem Bildhauer Karl Bodingbauer auf Wunsch der Jägerschaft errichtet und am 1. August 1937 feierlich enthüllt.
In den letzten Tagen des Zweiten Weltkrieges drangen die sowjetischen Truppen, von Stetten kommend, in Rückersdorf-Harmannsdorf ein. Die Hauptkampflinie verlief unmittelbar am Rohrwald entlang. Die Wehrmacht mit der Führer-Granadier-Division, dem SS-Panzergrenadier-Regiment 4 „Der Führer“ und dem SS-Begleit-Bataillon „Reichsführer“ verschanzte sich am Rande des Rohrwalds, die russischen Truppen östlich vom Rohrwald am Nirschbrunnberg. Ein Frontgedenkstein an der Landesstraße 32 erinnert an die Stelle, wo am Ende des Krieges vom 17. April bis 8. Mai 1945 die Front verlief.
Am so genannten „Oraweg“, der von Karnabrunn nach Korneuburg führte, steht das „Armeseelenkreuz“. Der Weg wurde von Bauern für ihren Weg zum Markt nach Korneuburg genutzt, wo sie unter anderem auch ihre Eier („Ora“) verkauften. Die Inschrift auf dem Kreuz zeugt von der Gefährlichkeit des Weges zur damaligen Zeit.
Am 13. Juli 1952 verunglückte der Fassbindermeister Josef Grössing auf der sehr abschüssigen Waldstraße mit seinem Fahrrad. Das an dieser Stelle errichtete so genannte „Bindermarterl“ zeugt von diesem Unglück.
Das „Maria-Haller-Kreuz“ an der Neuwiese im Hanftal steht an der Stelle, wo Maria Haller am 20. März 1987 freiwillig aus dem Leben schied.
Im Jahr 2000 wurde die an einem Parkplatz situierte und von der Jägerschaft errichtete „Hubertus-Kapelle“ eingeweiht. Auf dem Platz vor der Kapelle finden seitens der Pfarre Harmannsdorf immer wieder Heilige Messen statt.
2014 wurde der Kreuzweg vom Haselbach zum Michelberg eröffnet. Der 1,9 Kilometer lange Kreuzweg führt vom Friedhof Haselbach entlang des Rossgraben und entlang des Jakobsweg durch den Rohrwald bis zur Kapelle am Michelberg. Die Stationen des Kreuzweges bestehen aus dreizehn weißen Breitpfeilern die mit roten Dachziegel gedeckt sind. Im Kopf der Breitpfeiler befinden sich hinter einer Verglasung die von Renate Schartelmüller mit Fassadenfarbe gemalten Kreuzwegbilder. Im Pfeiler befindet sich ein bronzefarbenes Schild mit der Stationsnummer und dem dazugehörigen Impulswort.
Im Waldfriedhof „Klosterwald“ auf der Anhöhe des historischen Tumulus „Rotunde“ wurde im Oktober 2024 durch die Marktgemeinde Harmannsdorf auf dem ein Holzkreuz errichtet und vom Pfarrvikar Hannes Saurugg eingesegnet.

## Kunst und Medien
Johannes Grenzfurthners Spielfilm Razzennest wurde ausschließlich im Rohrwald gedreht und beschäftigt sich mit der Geschichte der Region im Dreißigjährigen Krieg, vor allem mit den Schwedenhöhlen.

## Bilder

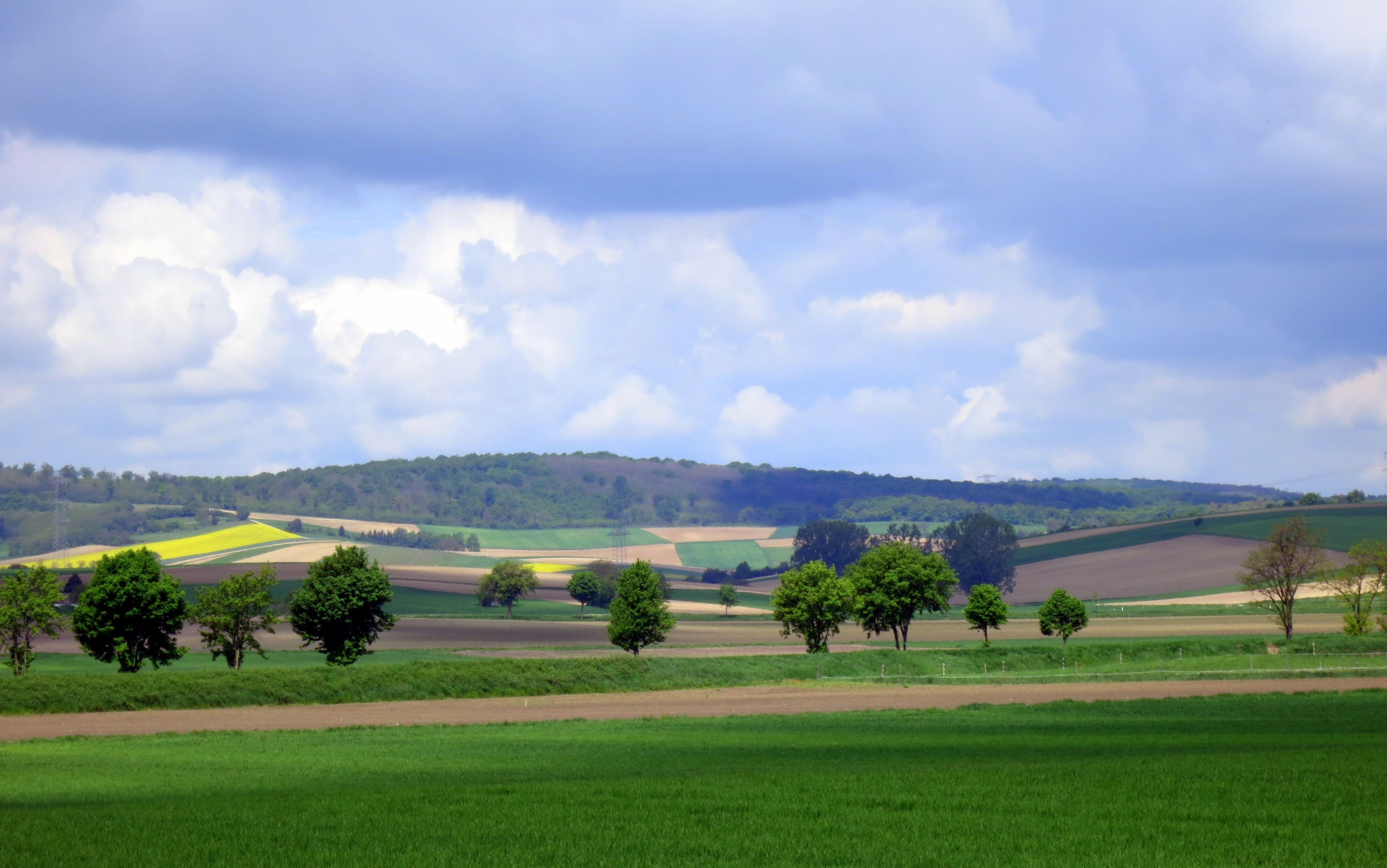
Blick vom Donaugraben Richtung Rohrwald
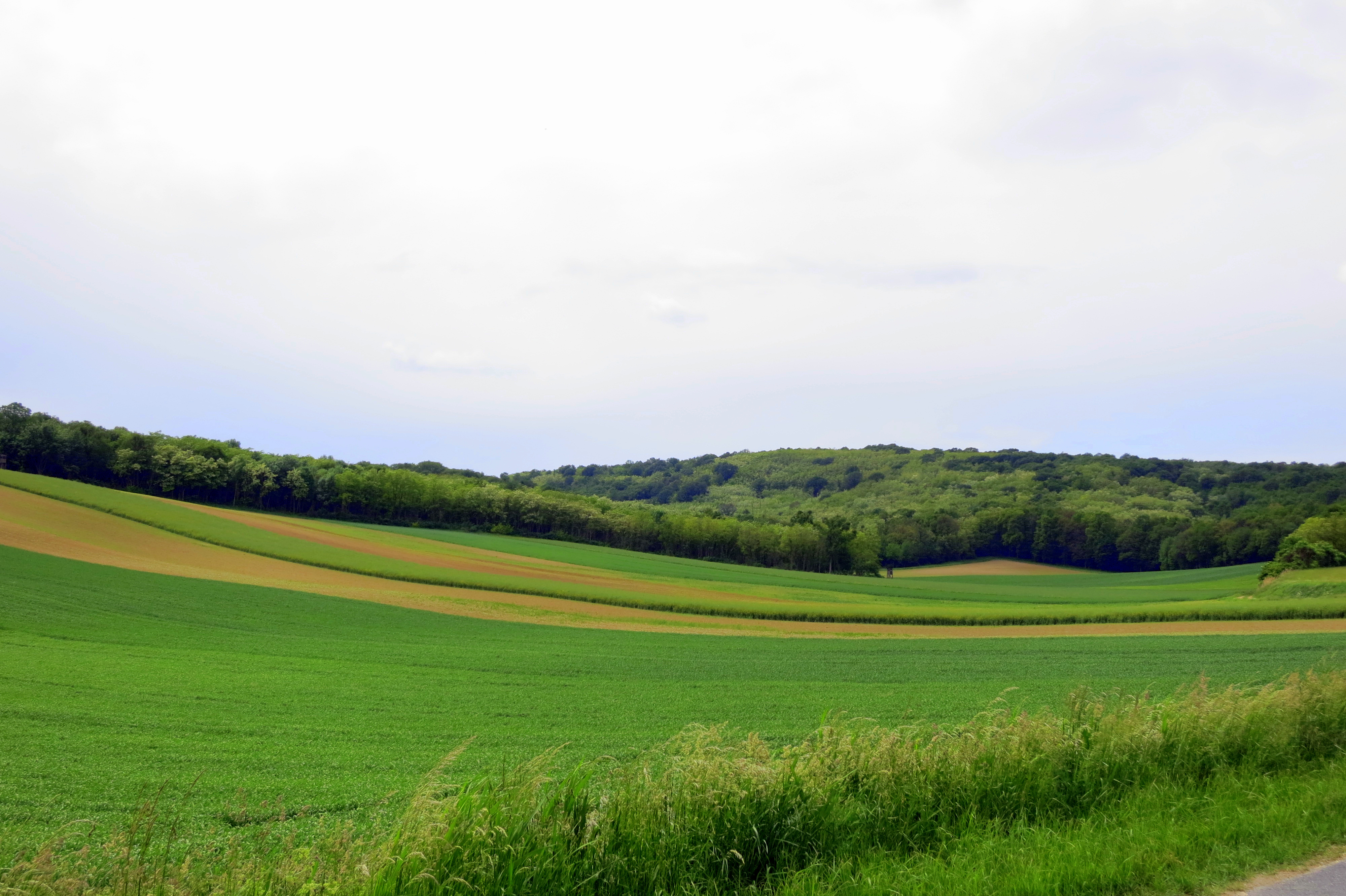
Rohrwald – Rückersdorf
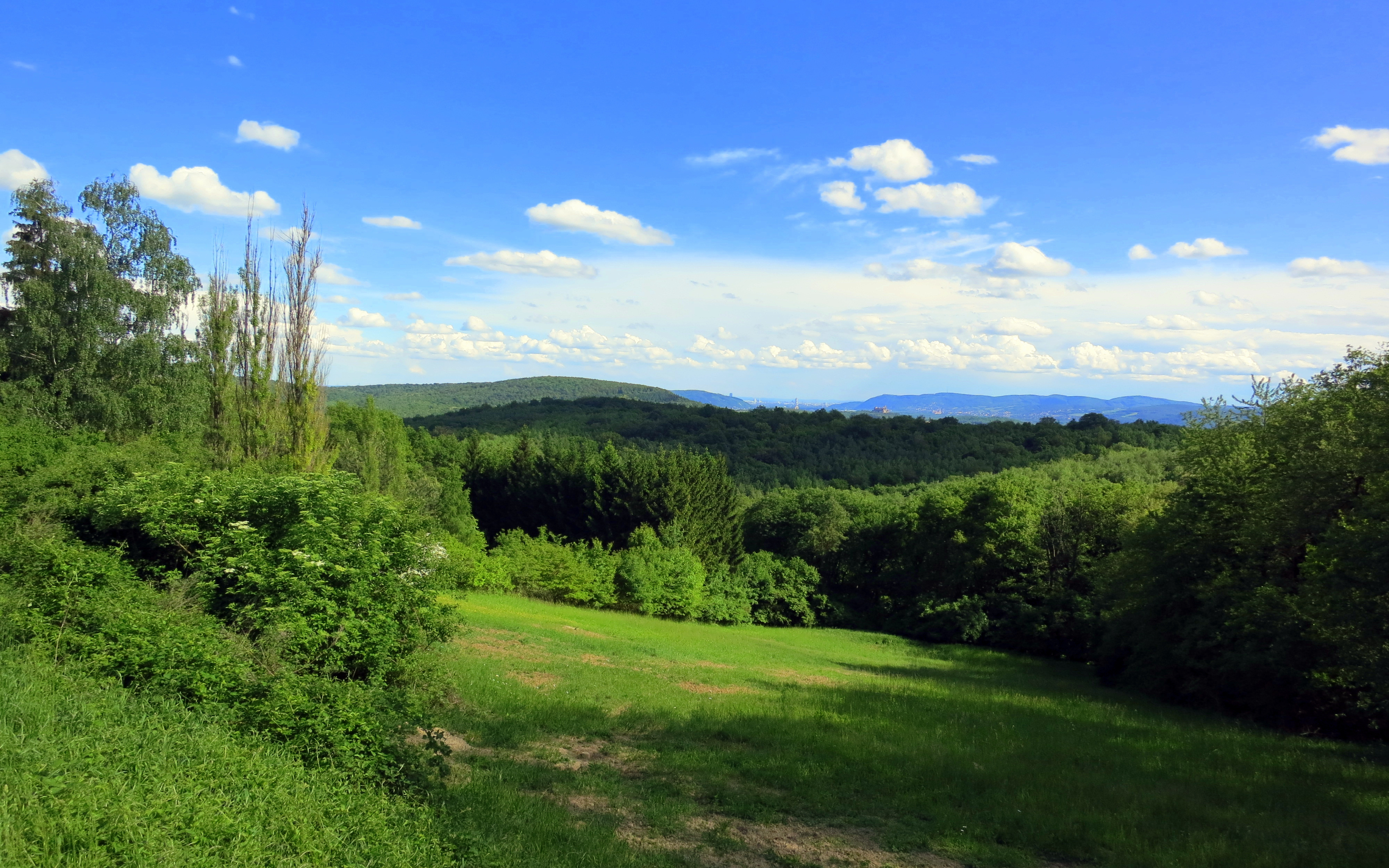
Blick Richtung Wiener Pforte
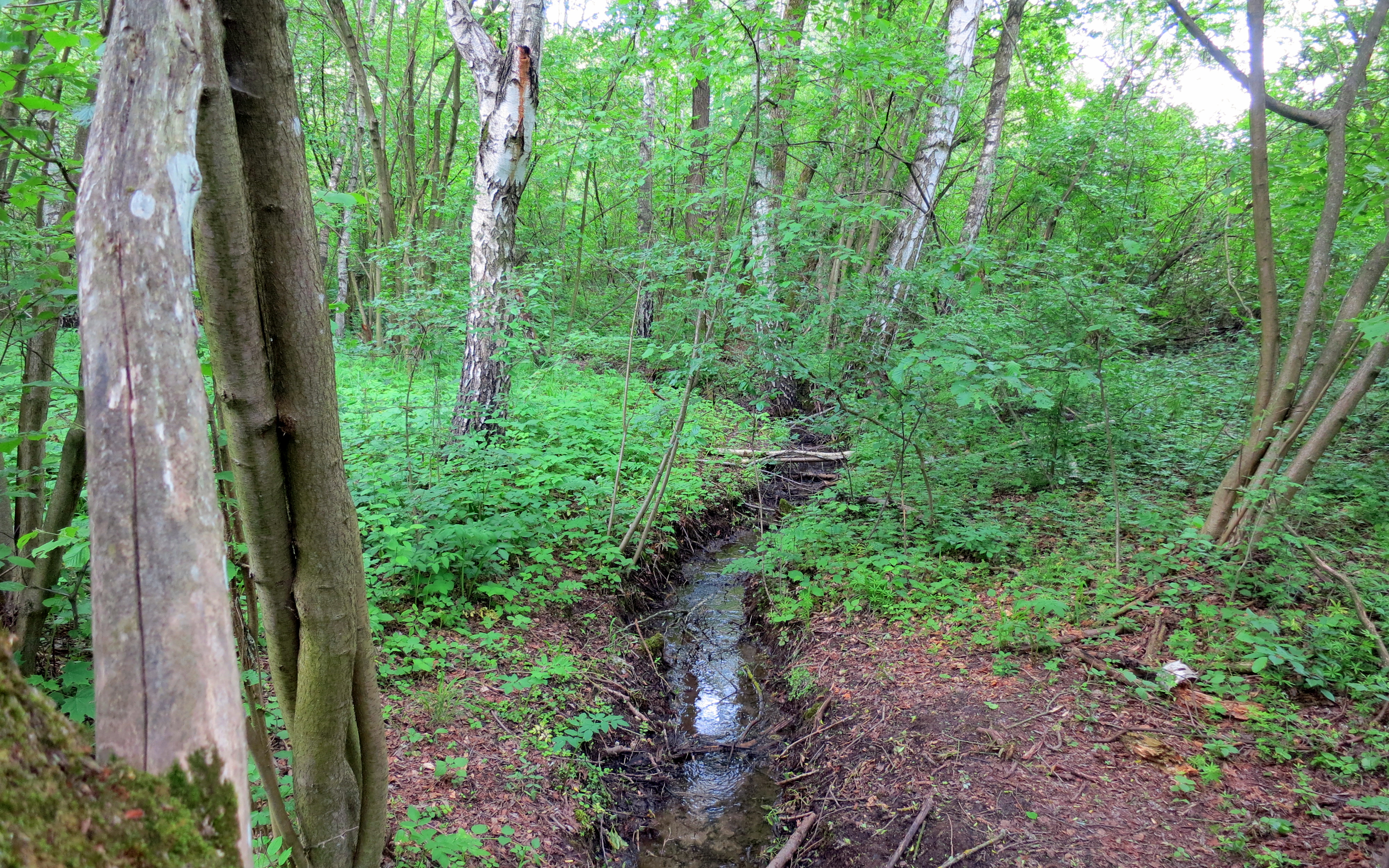
Der Wiesenbach im Rohrwald
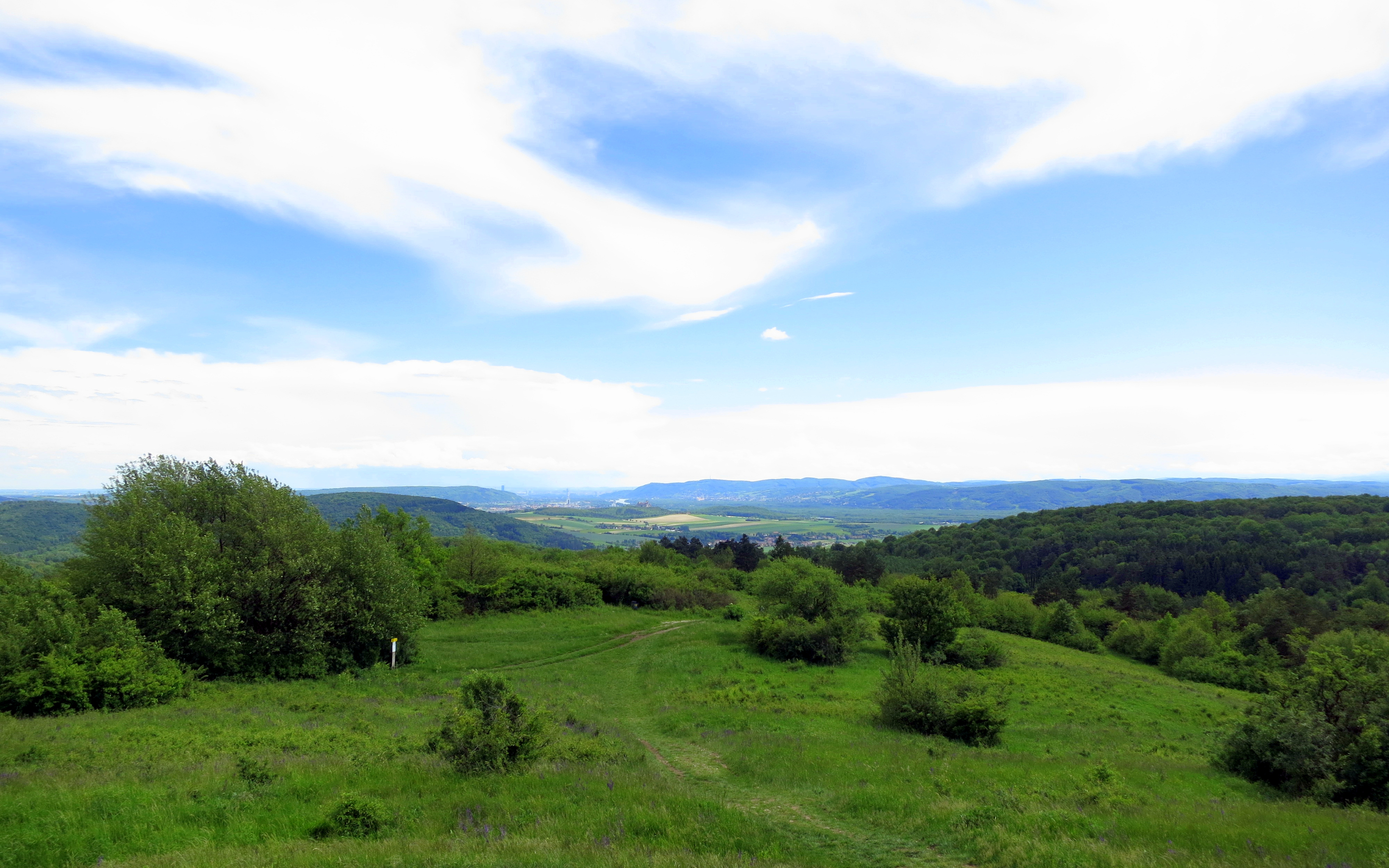
Blick vom Michelberg Richtung Burg Kreuzenstein
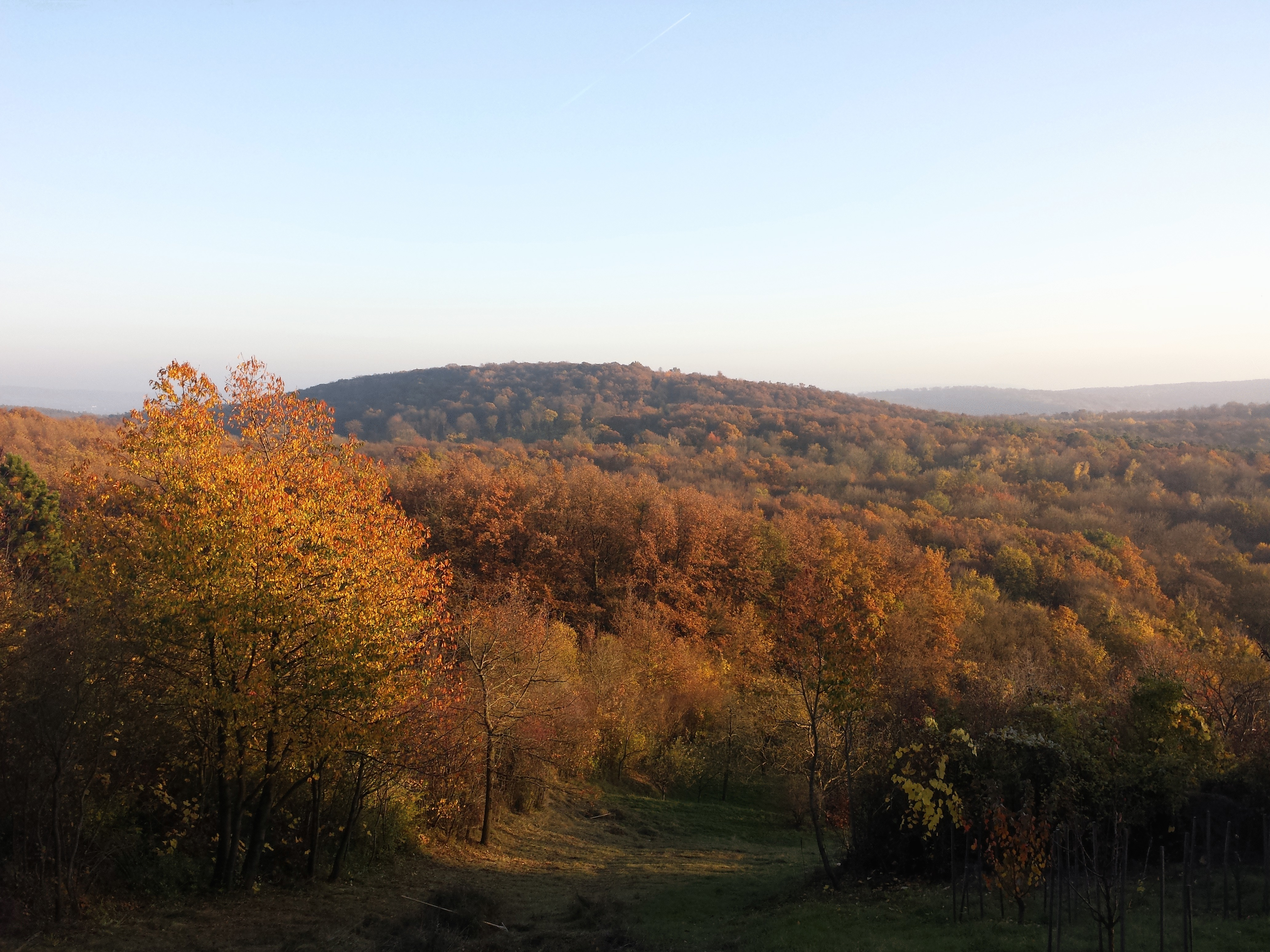
Blick vom Alten Hollenstein auf den 347 Meter hohen Höchberg
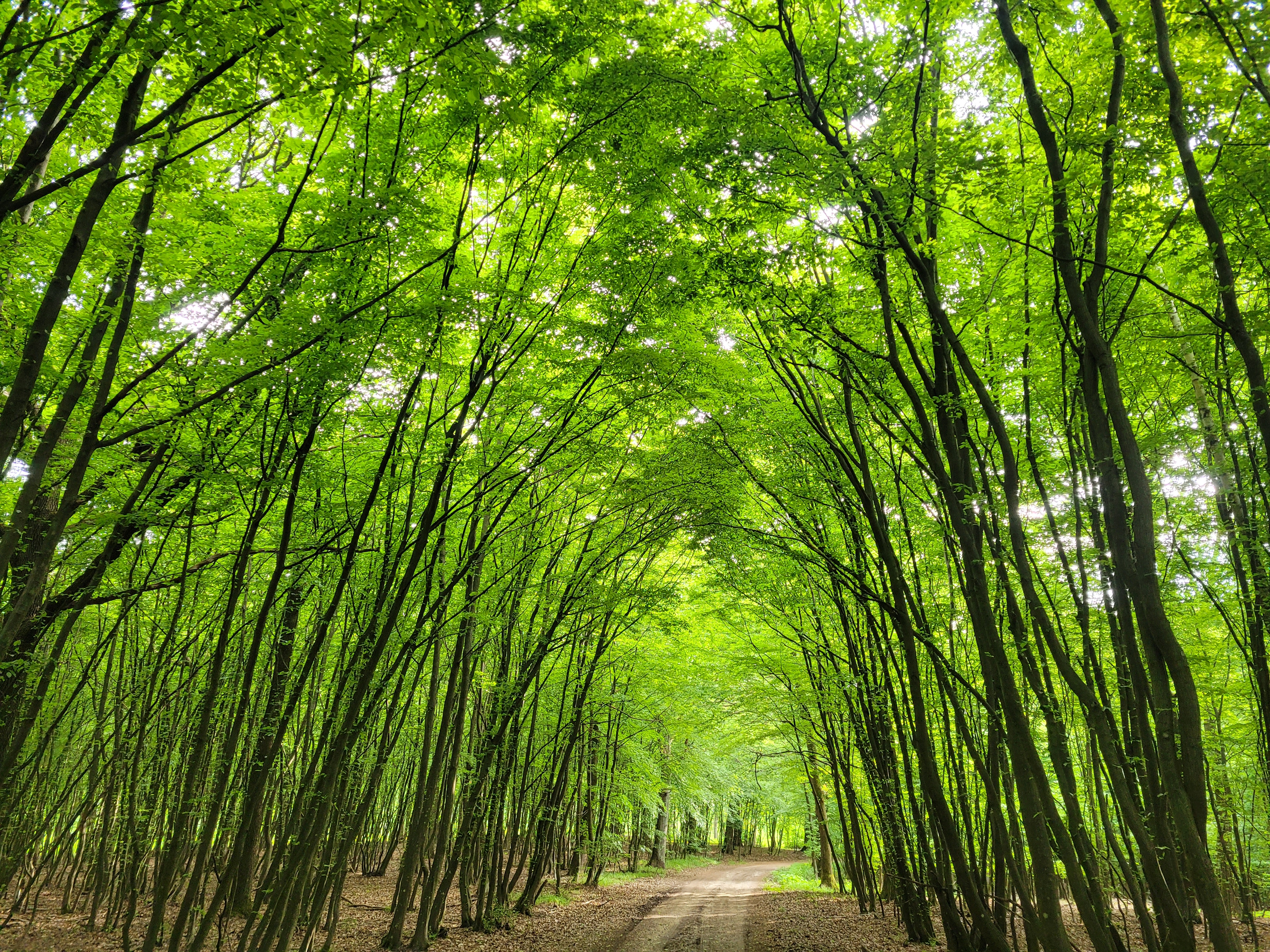
Waldweg im Haidholz
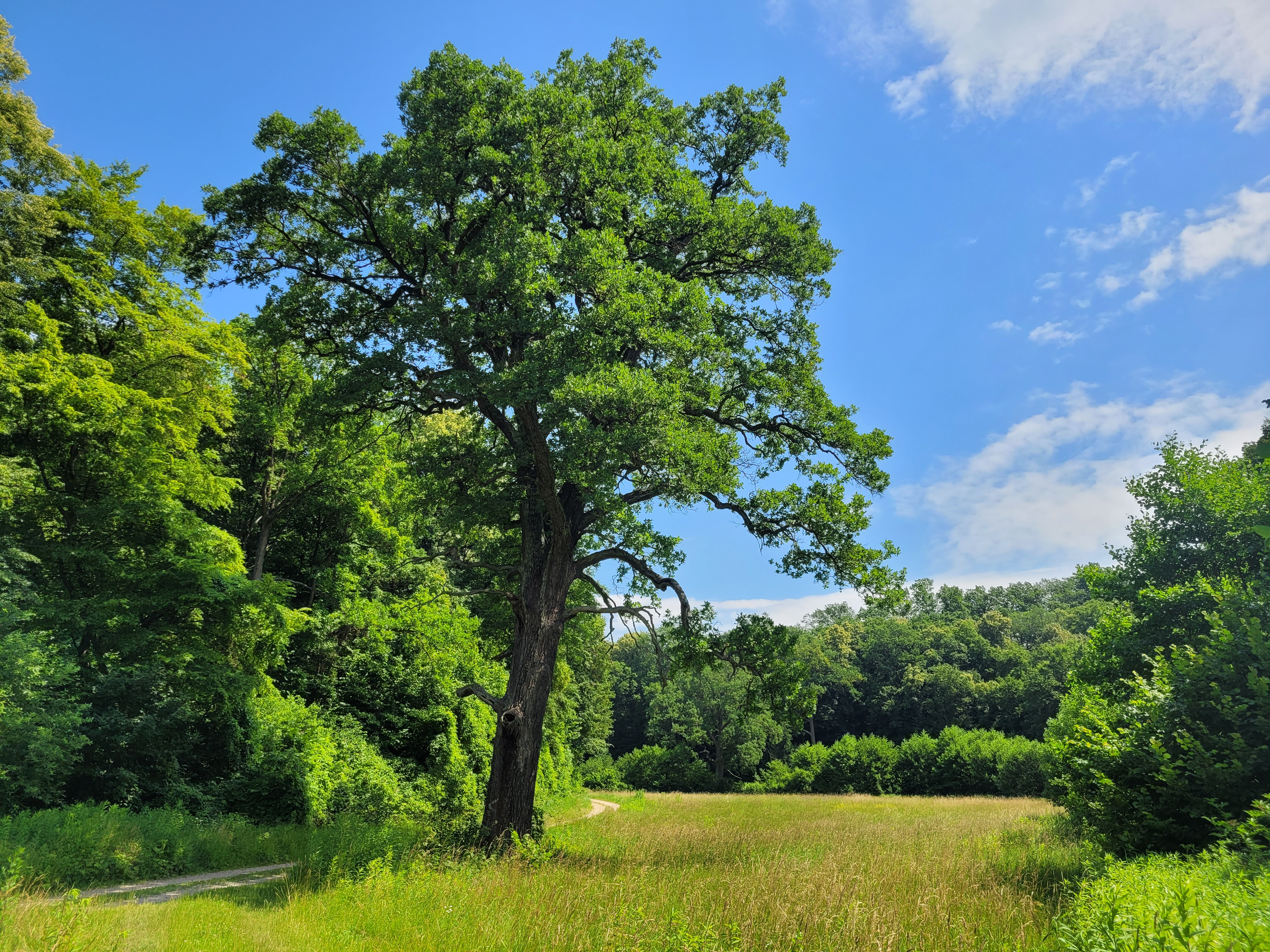
Türkenwiese
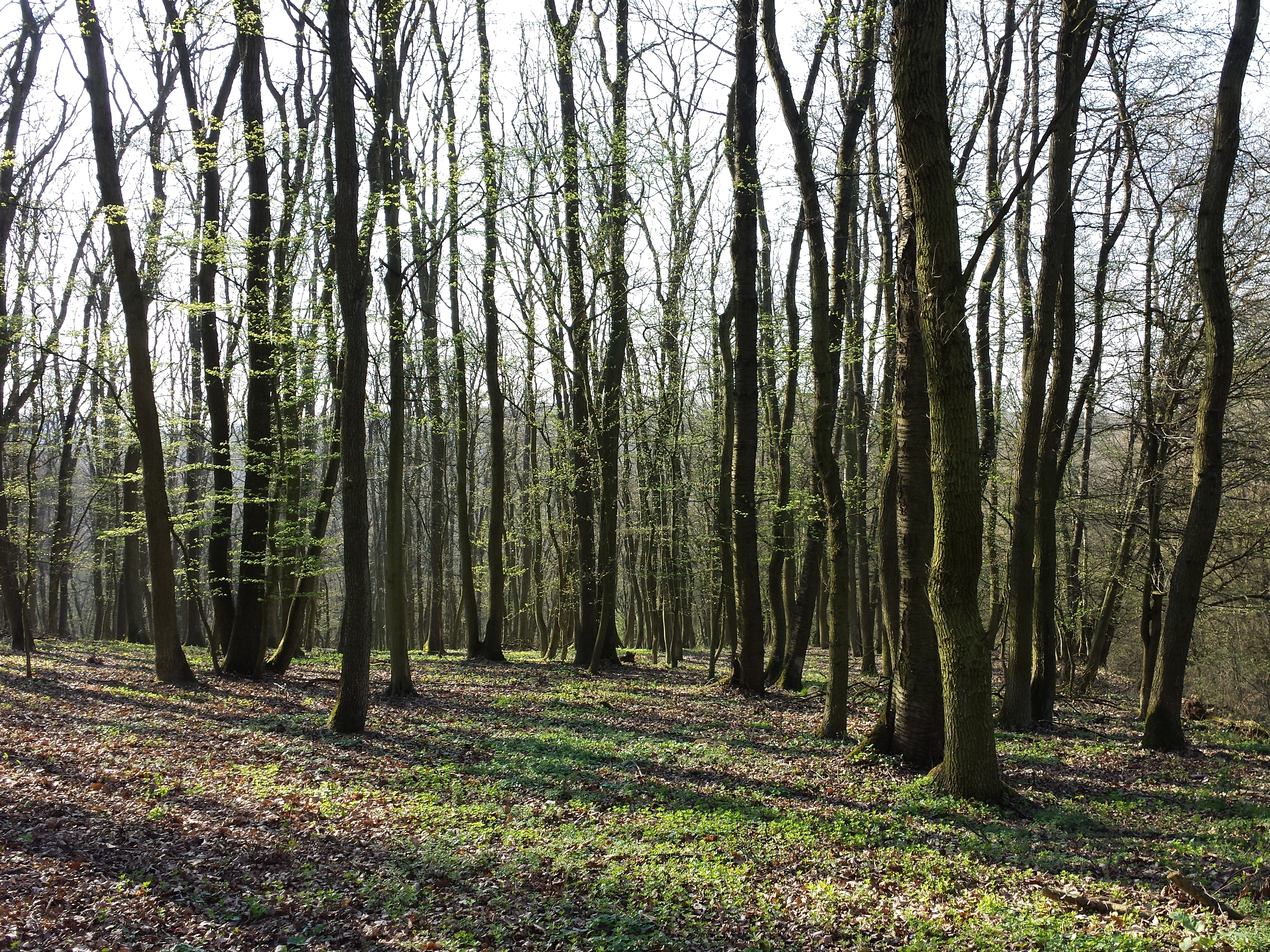
Eichen-Hainbuchen-Wald im Vorfrühling
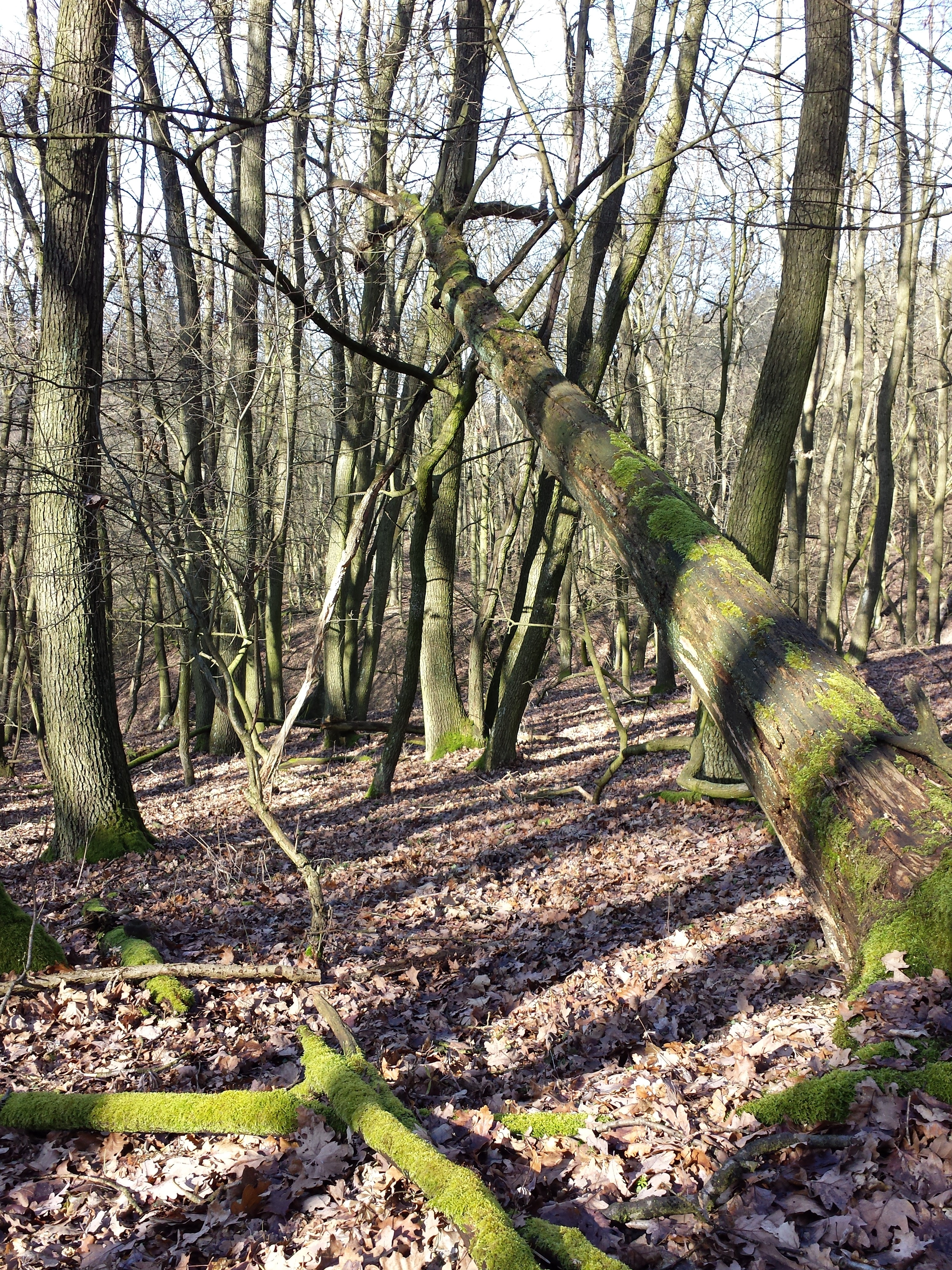
Wald mit hohem Totholzanteil
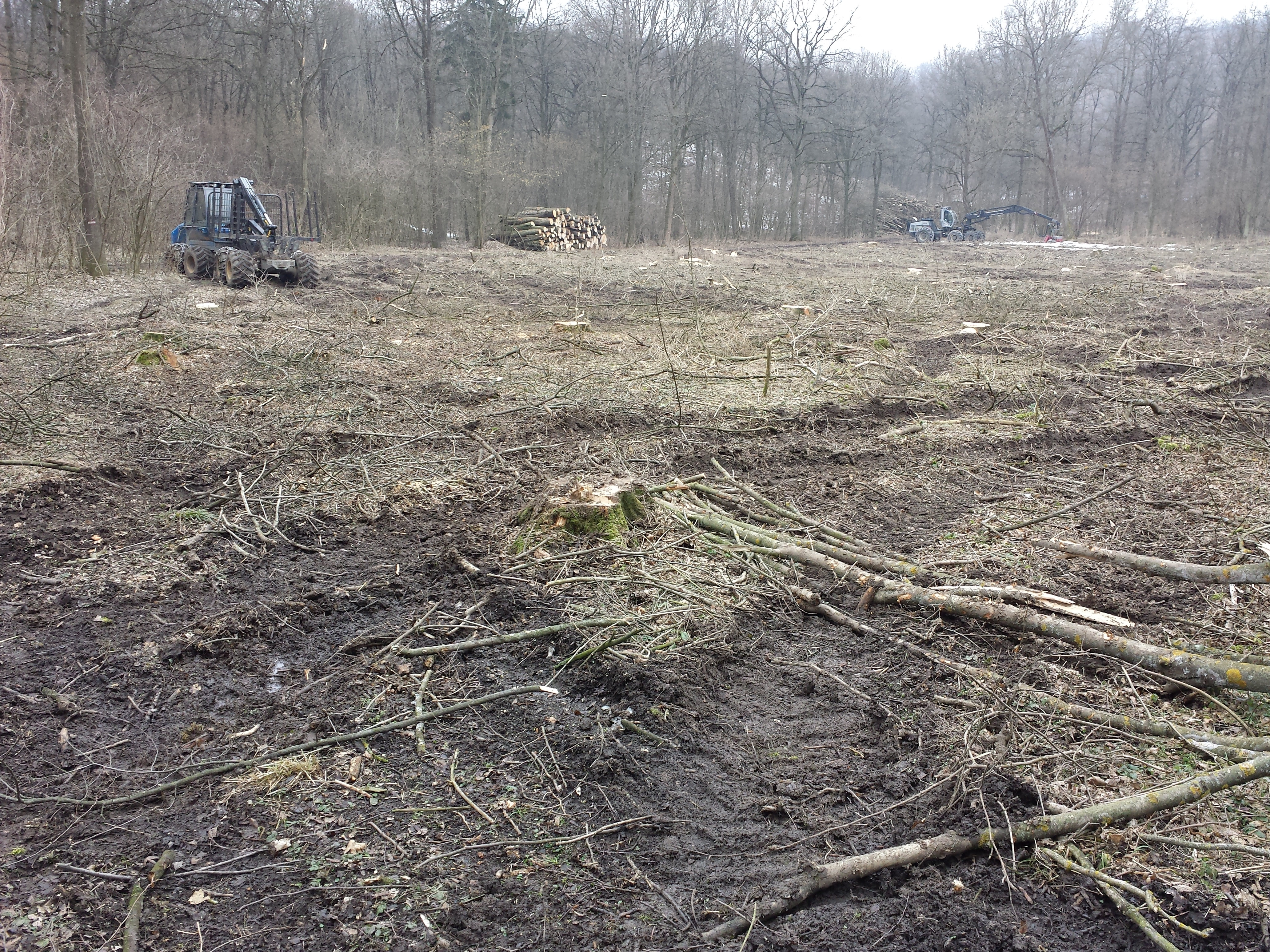
Schlägerung mit Hilfe von schweren Forstmaschinen